# August von Legat
August Christian Friedrich von Legat (* 11. März 1781 in Magdeburg; † 17. Dezember 1852 in Potsdam) war ein preußischer Generalleutnant.

## Leben

### Herkunft
Seine Eltern waren der Generalmajor Karl Friedrich Erhard von Legat (1735–1811) und dessen Ehefrau Johanna Bernhardine Maria, geborene von Fuchs (1748–1805).

### Militärkarriere
Legat kam am 4. Oktober 1793 als Kadett nach Berlin und wurde anschließend am 16. September 1797 als Fähnrich im Infanterieregiment „von Langen“ aufgenommen. Dort avancierte er am 27. Januar 1801 zum Sekondeleutnant. Während des Vierten Koalitionskrieges wurde Legat im Gefecht bei Christburg verwundet. Nach dem Krieg kam er am 1. Januar 1808 mit Patent vom 18. Dezember 1799 in das 2. Westpreußische Infanterie-Regiment, am 28. Oktober 1811 wurde er dann Premierleutnant. Im Feldzug von 1812 kämpfte er in den Gefechten bei Eckau und Gräfenthal. Dafür erhielt Legat am 18. Oktober 1812 den Orden Pour le Mérite. Am 27. Juni 1813 wurde er dann Stabshauptmann. Während der Befreiungskriege kämpfte Legat bei Großgörschen, Dresden, Kulm, Leipzig, Laon und Paris sowie bei den Gefechten von Danigkow, Bernburg, Nollendorf, La Fere Champenoise als auch bei den Belagerungen von Erfurt, Mezieres und Sedan. Für Kulm erhielt er das Eiserne Kreuz II. Klasse und für Paris den russischen Orden des Heiligen Wladimir IV. Klasse. Am 17. September 1813 wurde er Hauptmann im Generalstab, und am 16. Februar 1815 Major.
Am 5. Januar 1816 wurde Legat in die Adjunktur und von dort am 30. März 1817 in das 20. Infanterie-Regiment versetzt. Dort wurde er am 30. März 1824 Oberstleutnant mit Patent vom 15. April 1824. Am 21. Juli 1825 wurde er Mitglied des Allgemeinen Kriegsdepartements und am 30. März 1829 stieg er zum Oberst auf. Dazu erhielt Legat am 18. Januar 1833 die Schleife zum Roten Adlerorden III. Klasse. Am 30. März 1834 wurde er zum Direktor des Potsdamer Militärwaisenhauses ernannt. Zwei Jahre später folgte die Verleihung des Charakters als Generalmajor. Am 15. Mai 1838 erhielt Legat zwei Monate Urlaub bei vollem Gehalt, um in Franzensbad zu kuren. Er muss sich wieder erholt haben, denn am 18. Januar 1840 erhielt er den Roten Adlerorden II. Klasse mit Eichenlaub und später am 30. März 1844 auch noch den Charakter als Generalleutnant. Ferner erhielt er am 11. Mai 1844 eine persönliche Zulage von 400 Talern aus dem Fond des Waisenhauses und am 25. Mai 1844 eine Urlaub von sieben Wochen mit vollem Gehalt erneut nach Franzensbad. Am 12. März 1846 erhielt er den Stern zum Roten Adlerorden II. Klasse und am 20. September 1847 anlässlich seines 50-jährigen Dienstjubiläums den Roten Adlerorden I. Klasse mit Eichenlaub. Er starb am 17. Dezember 1852 in Potsdam.

### Familie
Legat heiratete am 6. April 1816 in Hamburg Josephine Adeline le Vaillant de Hautecourt (* 13. September 1794; † 13. Oktober 1856). Das Paar hatte folgende Kinder:
- August Karl (* 7. Oktober 1817; † 9. Juli 1845), Sekondeleutnant
- Alfred Ferdinand Friedrich (* 24. Oktober 1818; † 12. Juni 1881), Premierleutnant a. D. ⚭ 1872 Klara Marie Klementine von Michalkowska (* 21. März 1850)
- Isolde Johanna Adeline (* 27. Januar 1820; † 9. Januar 1887) ⚭ 1845 Robert Flor († 13. Dezember 1879)
- Abertine Albertine Marie (* 28. Juli 1821; † 21. August 1886)
- Karl Hartwig Erhard (* 3. November 1822; † 20. Juni 1850)
- Ferdinand Rudolf Bernhard (* 24. Dezember 1824; † 4. Oktober 1825)
- Ferdinand Karl Viktor (* 25. Februar 1826; † 13. August 1826)
- Viktor Bernhard Albert (* 8. April 1827; † 24. Februar 1830)
- Georg Theodor (* 24. August 1828; † 30. Oktober 1895), Major

⚭ 1867 Anna Magarethe Baum (* 30. August 1840; † 21. April 1872)
⚭ 14. März 1874 Juliane Emilie Hedwig Christiane Franziska Eckard (* 6. Juni 1841; † 16. Dezember 1874)
- Ernst Moritz Bernhard (1829–1907), preußischer Generalleutnant ⚭ 1871 Alide Sophie Luise Süsserott (1844–1919)